# Ytbehandling

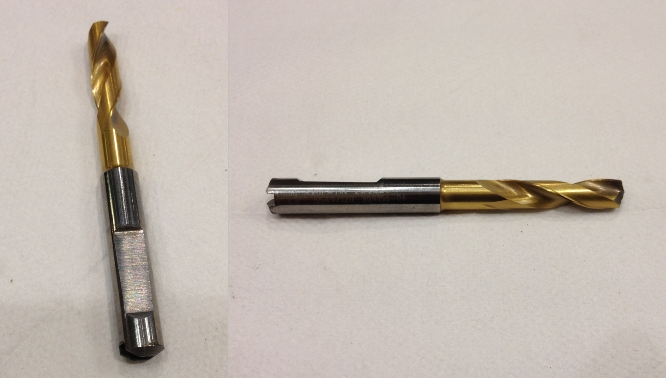
Borrar som ytbehandlats för att få hårdare skäreggar.

Ytbehandling  är olika metoder att få produkter eller material samt utrustning till att uppfylla visa önskade kriterier, några av dessa kan vara estetiska eller för att motverka slitage i samband med klimatväxlingar såsom sol vind eller vatten.
- ytbehandling mot mekanisk åverkan eller mot kyla eller värmeisolering.
- ytbehandling mot korrosion eller elektrisk isolation.
- Ytbehandling som utförs i flera steg med olika metoder för att uppnå önskad effekt.
- Ytbehandling för en optisk funktion eller absorption eller motstå diffusion.

Ytbehandling utförs på olika sätt beroende vilket material som önskas ytbehandlas och vilka kriterier som ställs på det färdiga resultatet.

## Aluminium
För att erhålla aluminium beständigt mot korrosion utförs eloxering eventuellt med efterföljande lackering.

## Keramik
Keramik som finns till serviser och kakel beläggs med glasyr.

## Skinn
Skinn som används till bland annat skor väskor har både en estetisk och en klimatbeständig ytbehandling.

## Stål
För att göra stål och järn beständiga mot korrosion utförs varmförzinkning och vissa fall epoxibehandling.  

## Trä
Trä som är ett organiskt material kan vara besvärligt att ytbehandla mot röta. I första hand används konstruktivt träskydd varpå det är viktigt att utföra behandlingen med tanke på i vilken miljö ytbehandlingen ska finnas senare. Flera målningsfärger skyddar bra mot uv-strålning medan nästan alla i relativt liten utsträckning skyddar mot fukt. Penetrerande metoder som impregnering eller ringbarkning ger skydd mot fukt och röta.

## Plast
Plast kan ha behov av ytbehandling mot ultravioletta strålar eller mot klimatväxlingar.